# Andrij Szewczuk
Andrij Wołodymyrowycz Szewczuk, ukr. Андрій Володимирович Шевчук (ur. 12 sierpnia 1985 w Korosteniu, w obwodzie żytomierskim) – ukraiński piłkarz, grający na pozycji napastnika.

## Kariera piłkarska

### Kariera klubowa
Wychowanek Polissia Żytomierz, barwy którego bronił w juniorskich mistrzostwach Ukrainy (DJuFL). Karierę piłkarską rozpoczął w składzie miejscowej drużyny amatorskiej FK Korosteń. Na początku sezonu 2004/05 został piłkarzem Krystału Chersoń, który trenował Serhij Puczkow. Latem 2005 razem z trenerem przeszedł do PFK Sewastopol. Latem 2012 wyjechał do Słowacji, gdzie bronił barw Tatrana Preszów. Po zakończeniu sezonu 2012/13 przeszedł do Metałurha Zaporoże. Po zakończeniu sezonu 2014/15 opuścił zaporoski klub. 2 marca 2016 został piłkarzem FK Tarnopol.

### Kariera reprezentacyjna
Występował w studenckiej reprezentacji Ukrainy.

## Sukcesy i odznaczenia

### Sukcesy ligowe
- mistrz Perszej Lihi: 2010

### Sukcesy reprezentacyjne
- mistrz Uniwersjady: 2007, 2009

### Odznaczenia
- tytuł Mistrza Sportu Klasy Międzynarodowej: 2007